# Cantón de La Roche-sur-Yon-Sur
El cantón de La Roche-sur-Yon-Sur era una división administrativa francesa, que estaba situada en el departamento de Vandea y la región de Países del Loira.

## Composición
El cantón estaba formado por nueve comunas, más una fracción de la comuna que le daba su nombre:
- Aubigny
- Chaillé-sous-les-Ormeaux
- Fougeré
- La Chaize-le-Vicomte
- La Roche-sur-Yon (fracción)
- Les Clouzeaux
- Le Tablier
- Nesmy
- Saint-Florent-des-Bois
- Thorigny

## Supresión del cantón de La Roche-sur-Yon-Sur
En aplicación del Decreto n.º 2014-169 de 17 de febrero de 2014, el cantón de La Roche-sur-Yon-Sur fue suprimido el 22 de marzo de 2015 y sus 10 comunas pasaron a formar parte; cinco del nuevo cantón de La Roche-sur-Yon-2, tres del nuevo cantón de Mareuil-sur-Lay-Dissais y dos del nuevo cantón de Chantonnay.